# Charbonnières-les-Sapins
Charbonnières-les-Sapins est une ancienne commune française située dans le département du Doubs en région Bourgogne-Franche-Comté.
Le 1er janvier 2017, elle fusionne avec Verrières-du-Grosbois et Étalans pour former la commune nouvelle d'Étalans,

## Toponymie
La Charbonnière en 1472 ; Charbonières en 1559 ; Charbonnière en 1602. Devenue Charbonnières-les-Sapins par décret du 24 janvier 1922.
Le nom de la commune peut provenir du fait que l'on y produisait autrefois du charbon de bois dans des clairières défrichées appelées charbonnières.

## Politique et administration

### Liste des maires
| Période                                  | Période       | Identité           | Étiquette | Qualité         |
| ---------------------------------------- | ------------- | ------------------ | --------- | --------------- |
| Les données manquantes sont à compléter. |               |                    |           |                 |
| 1995                                     |               | Jacques Condamine  |           |                 |
| mars 2001                                | 2014          | Guy Cordier        |           |                 |
| mars 2014                                | décembre 2016 | Jean-Louis Viennet |           | Agent technique |

## Population et société

### Démographie
L'évolution du nombre d'habitants est connue à travers les recensements de la population effectués dans la commune depuis 1793. À partir du 1er janvier 2009, les populations légales des communes sont publiées annuellement dans le cadre d'un recensement qui repose désormais sur une collecte d'information annuelle, concernant successivement tous les territoires communaux au cours d'une période de cinq ans. 
Pour les communes de moins de 10 000 habitants, une enquête de recensement portant sur toute la population est réalisée tous les cinq ans, les populations légales des années intermédiaires étant quant à elles estimées par interpolation ou extrapolation. Pour la commune, le premier recensement exhaustif entrant dans le cadre du nouveau dispositif a été réalisé en 2007,.
En 2014, la commune comptait 190 habitants, en évolution de −1,04 % par rapport à 2009 (Doubs : +2,04 %, France hors Mayotte : +2,49 %).
| 1793 | 1800 | 1806 | 1821 | 1831 | 1836 | 1841 | 1846 | 1851 |
| ---- | ---- | ---- | ---- | ---- | ---- | ---- | ---- | ---- |
| 184  | 177  | 198  | 182  | 212  | 183  | 197  | 168  | 186  |

| 1856 | 1861 | 1866 | 1872 | 1876 | 1881 | 1886 | 1891 | 1896 |
| ---- | ---- | ---- | ---- | ---- | ---- | ---- | ---- | ---- |
| 176  | 177  | 181  | 142  | 151  | 135  | 132  | 109  | 133  |

| 1901 | 1906 | 1911 | 1921 | 1926 | 1931 | 1936 | 1946 | 1954 |
| ---- | ---- | ---- | ---- | ---- | ---- | ---- | ---- | ---- |
| 134  | 126  | 126  | 127  | 118  | 121  | 110  | 132  | 119  |

| 1962 | 1968 | 1975 | 1982 | 1990 | 1999 | 2007 | 2012 | 2014 |
| ---- | ---- | ---- | ---- | ---- | ---- | ---- | ---- | ---- |
| 116  | 116  | 111  | 121  | 126  | 159  | 195  | 192  | 190  |

## Culture locale et patrimoine

### Lieux et monuments
- L'église de la Nativité-de-Notre-Dame[9],[10].
- Dino-Zoo du Doubs

### Galerie

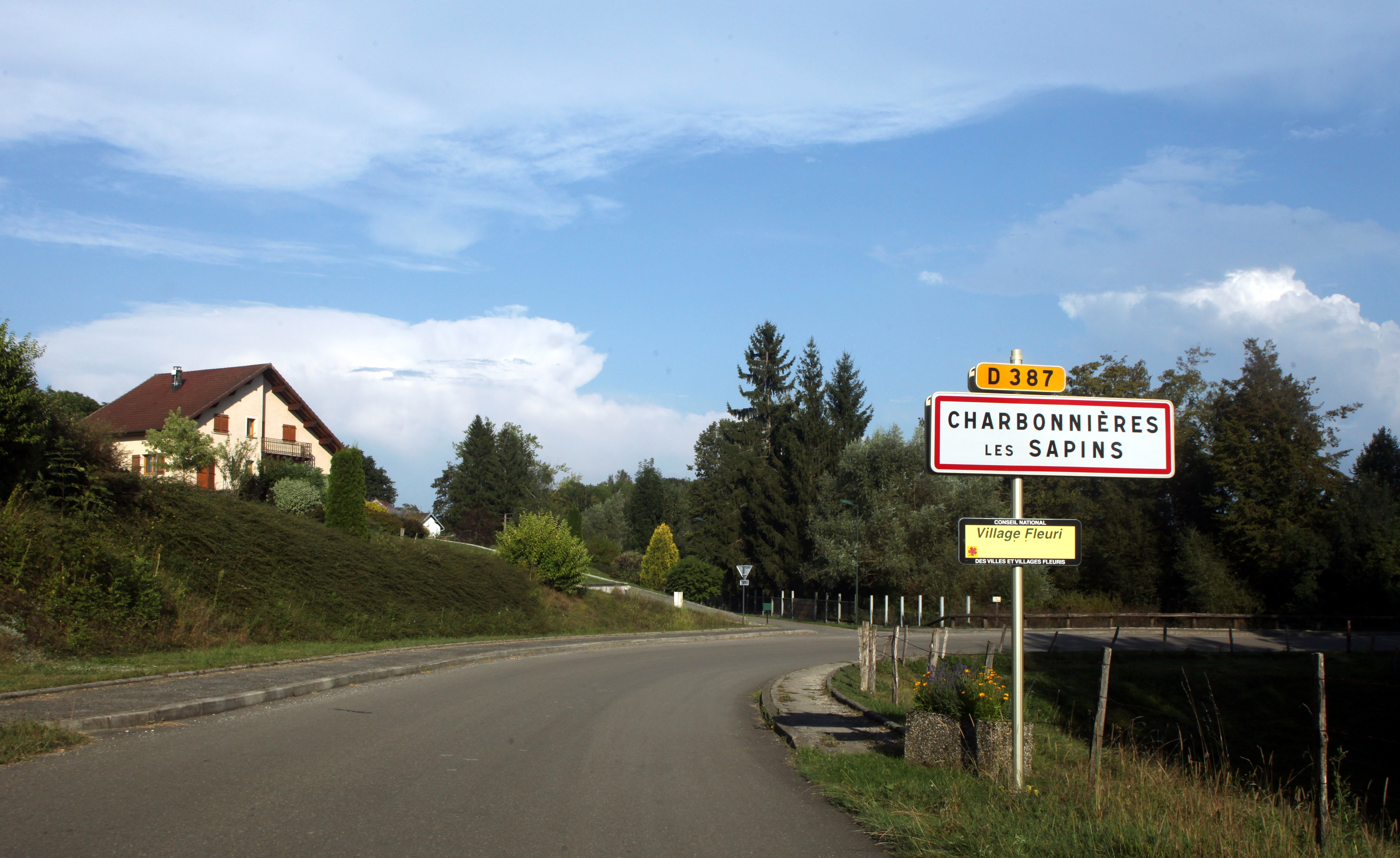
Entrée du village.
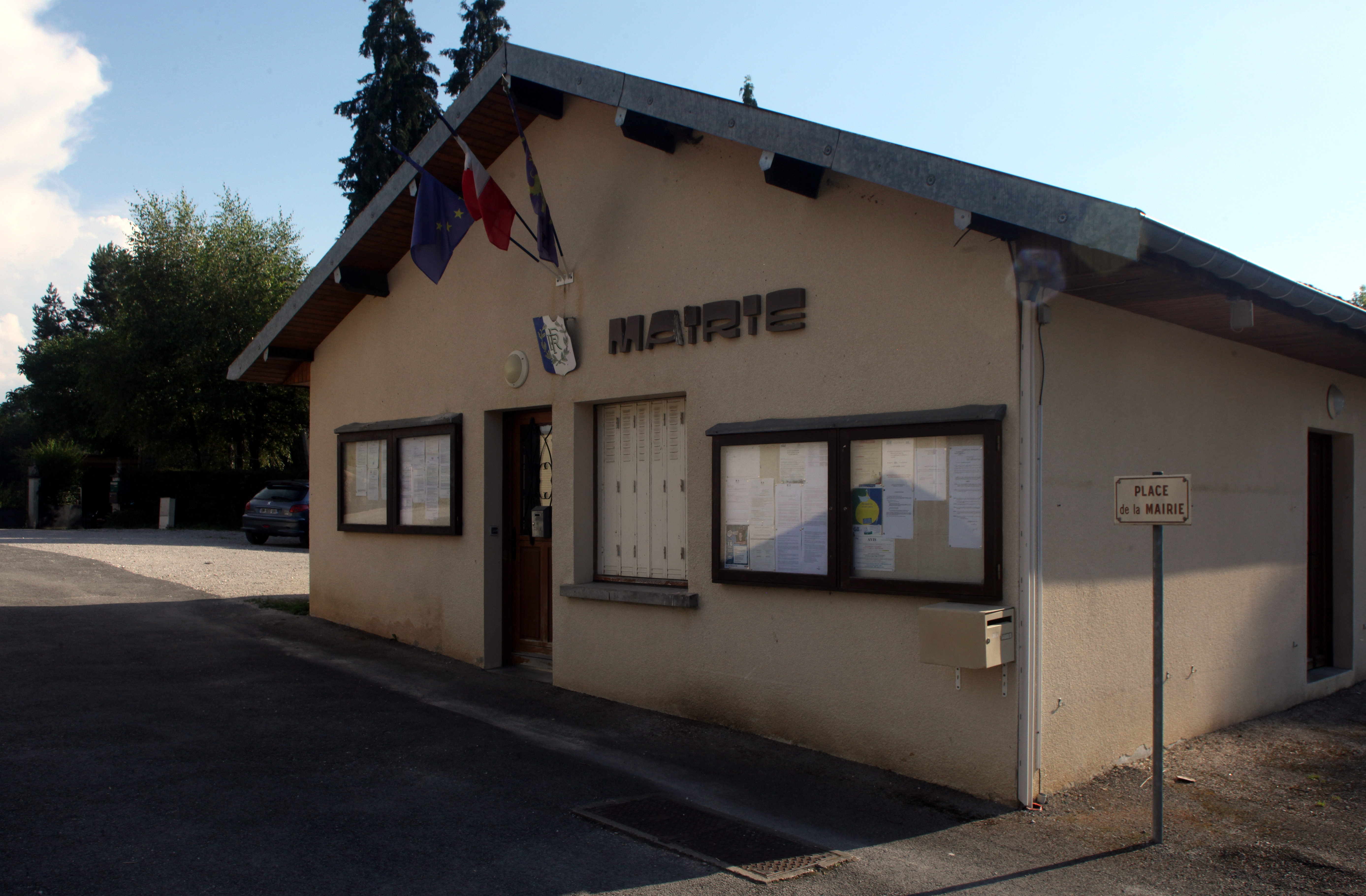
L'ancienne mairie.
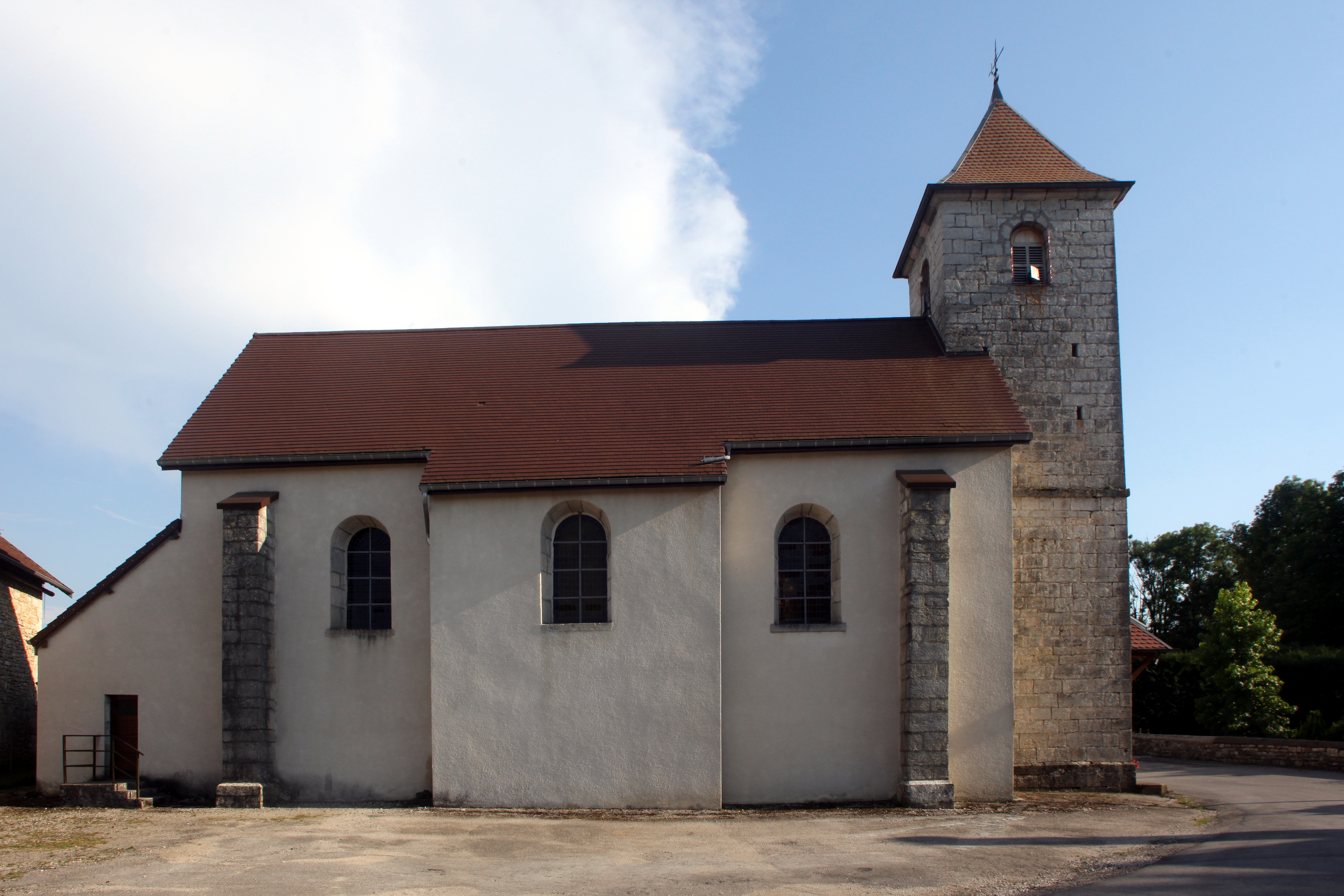
L'église.
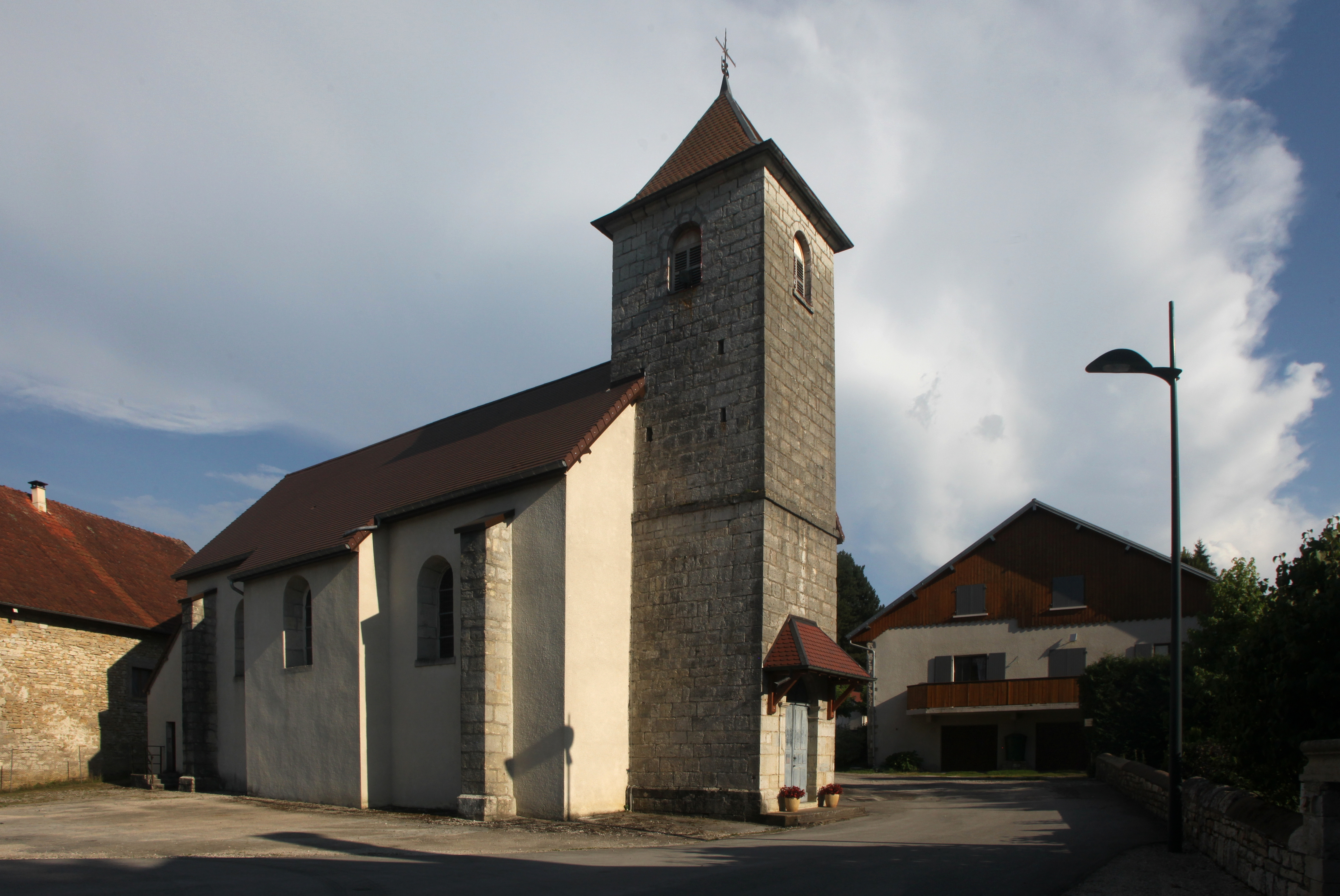
L'église.
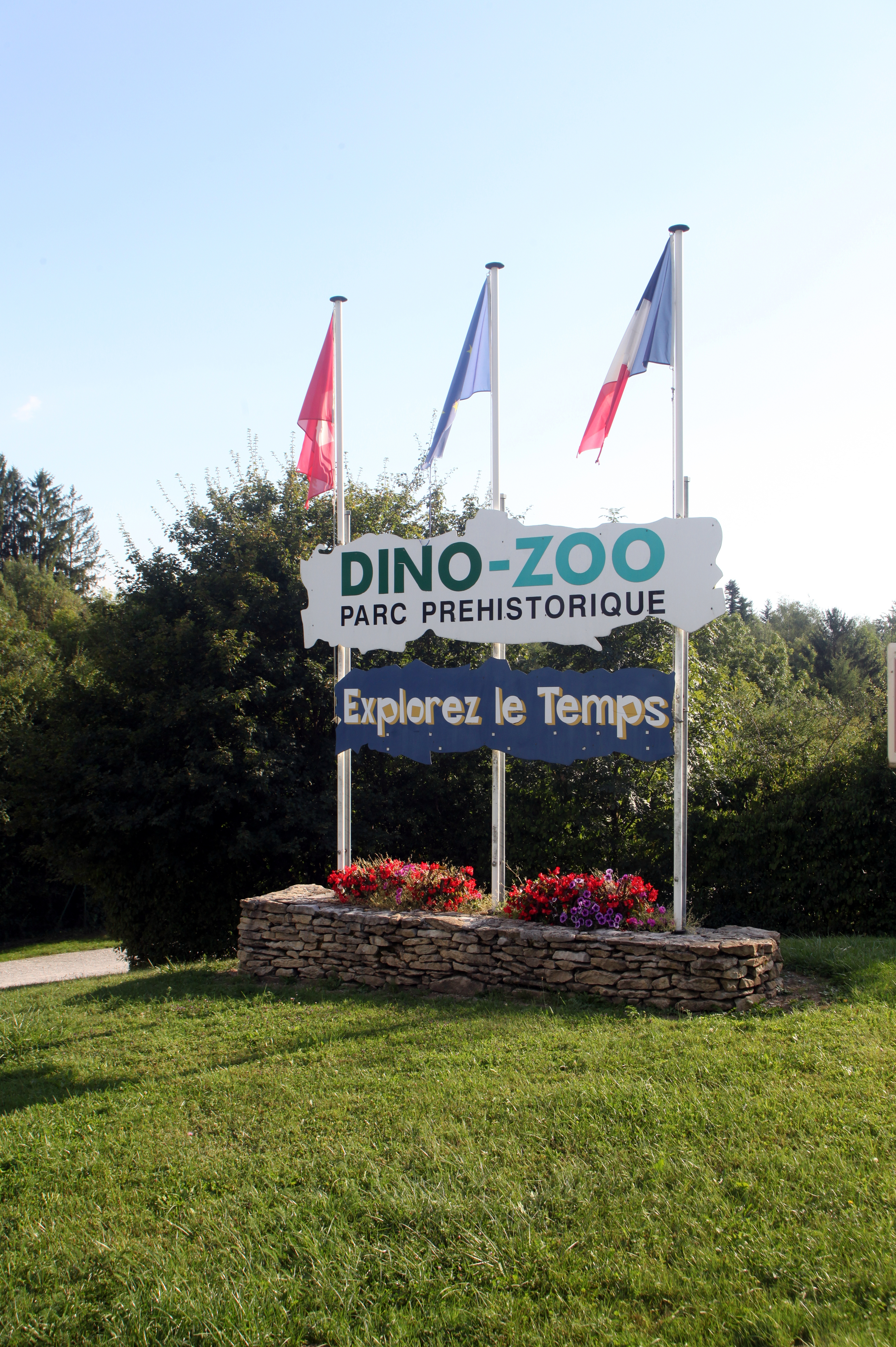
Entrée du Dino-zoo.